# Lavans-Vuillafans
Lavans-Vuillafans ist eine französische Gemeinde mit 238 Einwohnern (Stand: 1. Januar 2022) im Département Doubs in der Region Bourgogne-Franche-Comté.

## Geographie
Lavans-Vuillafans liegt auf 625 m über dem Meeresspiegel, acht Kilometer ostsüdöstlich von Ornans und etwa 23 Kilometer südöstlich der Stadt Besançon (Luftlinie). Das Dorf erstreckt sich im Jura, im Westen des Plateaus von Valdahon am Rand des Bois de la Bouhard, nördlich des Taleinschnitts der Loue.
Die Fläche des 10,16 km² großen Gemeindegebiets umfasst einen Abschnitt des französischen Juras. Das gesamte Gebiet wird vom Hochplateau von Valdahon eingenommen, das durchschnittlich auf 650 m liegt. Es ist vorwiegend von Acker- und Wiesland, teils auch von Wald bestanden und steigt gegen Osten allmählich an. Das Plateau besitzt keine oberirdischen Fließgewässer, weil das Niederschlagswasser im verkarsteten Untergrund versickert. Mit 767 m wird auf einer Kuppe südlich des Bois de Bouhard die höchste Erhebung von Lavans-Vuillafans erreicht. Nach Südosten erstreckt sich das Gemeindeareal bis auf den Signal de Cudrey (747 m), gegenüber dem Felsen Roche de Hautepierre. Im Westen reicht das Gebiet an den Rand des Erosionstals des Ruisseau de Vaux (rechter Zufluss der Loue).
Nachbargemeinden von Lavans-Vuillafans sind 
- Voires im Norden,
- Vernierfontaine,
- Les Premiers Sapins mit Chasnans und Athose im Osten sowie Lods im Süden,
- Échevannes im Süden,
- Vuillafans und Durnes im Westen.

## Geschichte
Das Gemeindegebiet von Lavans-Vuillafans war schon sehr früh besiedelt. Auf der Flur Sous le Tertre wurden Überreste eines gallischen Siedlungsplatzes gefunden. Im Mittelalter gehörte Lavans zur Herrschaft Châteauvieux-les-Fossés. Zusammen mit der Franche-Comté gelangte das Dorf mit dem Frieden von Nimwegen 1678 an Frankreich.

## Sehenswürdigkeiten

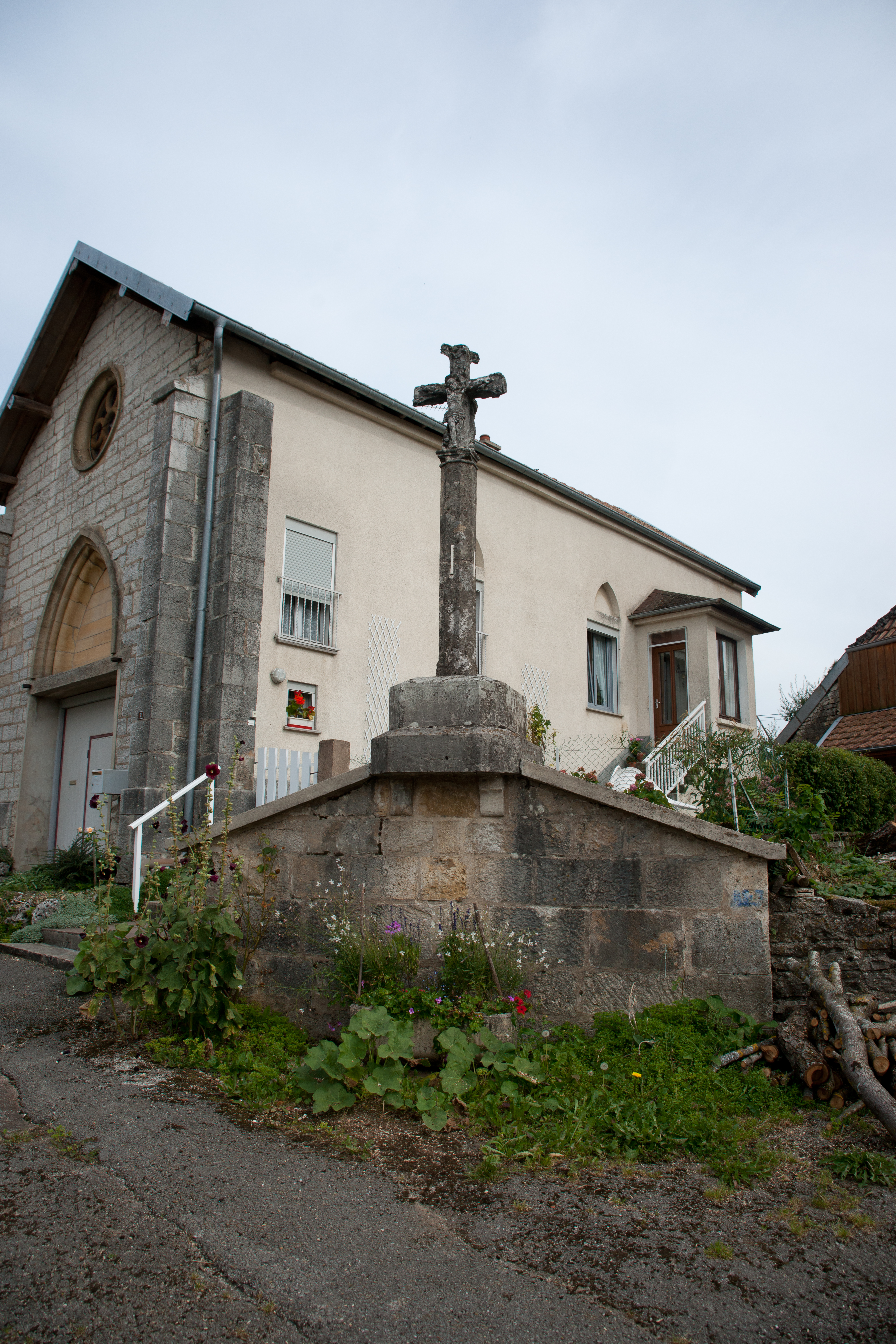
Monumentalkreuz

Die Dorfkirche von Lavans-Vuillafans wurde im 18. Jahrhundert erbaut. Im Ortskern sind verschiedene Bauernhäuser im charakteristischen Stil der Franche-Comté aus dem 18. und 19. Jahrhundert erhalten.

## Bevölkerung
| Jahr                       | 1962 | 1968 | 1975 | 1982 | 1990 | 1999 | 2006 | 2016 |
| Einwohner                  | 184  | 192  | 179  | 161  | 158  | 182  | 206  | 233  |
| Quellen: Cassini und INSEE |      |      |      |      |      |      |      |      |

Mit 238 Einwohnern (1. Januar 2022) gehört Lavans-Vuillafans zu den kleinen Gemeinden des Départements Doubs. Nachdem die Einwohnerzahl in der ersten Hälfte des 20. Jahrhunderts markant abgenommen hatte (1881 wurden noch 339 Personen gezählt), wurde seit Beginn der 1990er Jahre wieder ein leichtes Bevölkerungswachstum verzeichnet.

## Wirtschaft und Infrastruktur
Lavans-Vuillafans war bis weit ins 20. Jahrhundert hinein ein vorwiegend durch die Landwirtschaft (Ackerbau, Obstbau und Viehzucht) geprägtes Dorf. Daneben gibt es heute einige Betriebe des lokalen Kleingewerbes. Mittlerweile hat sich das Dorf auch zu einer Wohngemeinde gewandelt. Viele Erwerbstätige sind Wegpendler, die in den größeren Ortschaften der Umgebung ihrer Arbeit nachgehen.
Die Ortschaft liegt abseits der größeren Durchgangsstraßen an der Départementsstraße D27, die von Valdahon nach Vuillafans führt. Weitere Straßenverbindungen bestehen mit Durnes und Athose.